# Nupserha strigicollis
Nupserha strigicollis là một loài bọ cánh cứng trong họ Cerambycidae.